# Coleocephalocereus goebelianus
Coleocephalocereus goebelianus là một loài thực vật có hoa trong họ Cactaceae. Loài này được (Vaupel) Buining mô tả khoa học đầu tiên năm 1970.